# مارك بارون
مارك بارون (بالإنجليزية: Mark Barron) هو لاعب كرة قدم أمريكية أمريكي، ولد في 27 أكتوبر 1989 في موبيل في الولايات المتحدة.

## وصلات خارجية
- مارك بارون على موقع إي إس بي إن.كوم (أن.أف.أل)3
- مارك بارون على موقع مرجع كرة القدم المحترفة.كوم (الإنجليزية)